# Húrnégyszög

Húrnégyszögek köréjük írt köreikkel

A húrnégyszög olyan négyszög, amelyhez van olyan kör, amely áthalad a négyszög négy csúcsán. Más megfogalmazásban, olyan négyszög, melynek oldalai egy kör húrjai.
Speciálisan, húrnégyszögek az egyenlő szárú trapézok, amiket ezért húrtrapézoknak neveznek. Szintén speciálisak az olyan húrnégyszögek, melyeknek átlói merőlegesek egymásra.
Az a négyszög, amibe kör írható, érintőnégyszög.

## Képletek
| A húrnégyszög adatai  | A húrnégyszög adatai | A húrnégyszög adatai |
| --------------------- | --- | -------------------- |
| Terület               | {\displaystyle T\,=\,{\sqrt {(s-a)(s-b)(s-c)(s-d)}}}                                                                                      |                      |
| Terület               | {\displaystyle T\,=\,{\frac {e\cdot (ab+cd)}{4R}}={\frac {f\cdot (ad+bc)}{4R}}}                                                           |                      |
| Oldalhosszak          | {\displaystyle a,\,b,\,c,\,d} |                      |
| Félkerület            | {\displaystyle s\,=\,{\frac {a+b+c+d}{2}}}                                                                                                |                      |
| Az átlók hossza       | {\displaystyle e={\overline {AC}}={\sqrt {\frac {(ac+bd)(ad+bc)}{ab+cd}}}\,,\,f={\overline {BD}}={\sqrt {\frac {(ab+cd)(ac+bd)}{ad+bc}}}} |                      |
| A körülírt kör sugara | {\displaystyle R={\frac {1}{4T}}{\sqrt {(ab+cd)(ac+bd)(ad+bc)}},}                                                                         |                      |

Az első területképlet Brahmagupta tételeként  ismert, melynek speciális esete, mikor d=0. Ezt a speciális esetet Hérón-képletként emlegetik, ami a háromszögek területének kiszámításának egy módszere. Ilyenkor a négyszög egyik oldala 0, így háromszöget kapunk. Néha az általános esetet is Hérón-képletnek nevezik.

## A húrnégyszögek tétele
Bármely húrnégyszög két szemközti szögének összege {\displaystyle 180^{\circ }}.

## A tétel megfordítása
Ha egy négyszög két szemközti szögének összege {\displaystyle 180^{\circ }}, akkor az húrnégyszög.

## Tétel bizonyítása
A kör egy ívéhez tartozó kerületi és középponti szögek közötti összefüggés miatt a húrnégyszög {\displaystyle \alpha } szögéhez tartozó középponti szög {\displaystyle 2\alpha }. Az {\displaystyle \alpha } szöggel szemközti {\displaystyle \gamma } szöghöz tartozó középponti szög {\displaystyle 2\gamma }. A két középponti szög kiegészíti egymást ({\displaystyle 2\alpha +2\gamma =360^{\circ }}), így {\displaystyle \alpha +\gamma =180^{\circ }}.

## A tétel megfordításának bizonyítása
Az {\displaystyle ABD} háromszög köré írt kört rajzolunk, megmutatjuk, hogy {\displaystyle C} erre illeszkedik. A kör {\displaystyle BD} húrja az {\displaystyle A} pontból {\displaystyle \alpha } szög alatt látszik, {\displaystyle C} pontból pedig {\displaystyle 180^{\circ }-\alpha } szög alatt. A síkon azok a pontok, melyekből a {\displaystyle BD} húr {\displaystyle 180^{\circ }-\alpha } szög alatt látszik, az {\displaystyle ABD} háromszög köré írt körnek az íve, illetve ennek a {\displaystyle BD}-re vonatkozó tükörképe. A feltétel miatt {\displaystyle ABCD} négyszög konvex, így {\displaystyle C} csak a körvonalon lévő köríven lehet, azaz {\displaystyle ABCD} négyszög húrnégyszög.

## Ptolemaiosz tétele
A húrnégyszög átlóinak szorzata a szemközti oldalpárok szorzatának összegével egyenlő.
Bizonyítás: Azt kell megmutatnunk, hogy {\displaystyle AB\cdot CD+BC\cdot AD=AC\cdot BD}. Vegyünk fel az egyik átlón (pl. BD-n) egy olyan P pontot, melyre
{\displaystyle DAP\angle =BAC\angle }.
Ez minden esetben megtehető, hiszen a {\displaystyle BAD\angle } szög AD szárától felvesszük a {\displaystyle BAC\angle }-et. A félegyenesünk metszi BD-t, ez a pont P.
Ha {\displaystyle DAP\angle =BAC\angle }, akkor {\displaystyle BAP\angle =DAC\angle } is teljesül. Az azonos íven nyugvó kerületi szögek tételéből {\displaystyle ABP\angle =ACD\angle }. Mindebből következik, hogy az APB és ADC háromszögek hasonlók, azaz {\displaystyle {\frac {AB}{BP}}={\frac {AC}{DC}}} ahonnan {\displaystyle AB\cdot DC=AC\cdot BP}. {\displaystyle \left(1\right)}
De {\displaystyle ACB\angle =ADB\angle } az azonos íven nyugvó kerületi szögek tételéből, így a BAC és az APD háromszögek szintén hasonlóak, hiszen szögeik egyenlők, így írhatjuk {\displaystyle {\frac {BC}{AC}}={\frac {PD}{AD}}}
ahonnan {\displaystyle BC\cdot AD=PD\cdot AC}. {\displaystyle \left(2\right)}
Adjuk most össze az (1) és (2) egyenlőségeket; azt kapjuk hogy {\displaystyle AB\cdot CD+BC\cdot AD=AC\cdot (BP+PD)=AC\cdot BD}
amit akartunk bizonyítani.

## Tétel a húrnégyszög átlóinak szeleteiről
Az ABCD húrnégyszög egyik átlójának két szeletének szorzata megegyezik a húrnégyszög másik átlójának két szeletének szorzatával.
{\displaystyle {\overline {AP}}\cdot {\overline {CP}}={\overline {BP}}\cdot {\overline {DP}}},
ahol P a két átló metszéspontja.